# Palosaaret (ö i Lappland, Östra Lappland)
Palosaaret är några öar i sjön Yli-Suolijärvi och i kommunen Posio och landskapet Lappland, i den norra delen av Finland, 700 km norr om huvudstaden Helsingfors. Den största öns area är 1 hektar och dess största längd är 220 meter i öst-västlig riktning.